# مكتبة البردوني
تقع مكتبة البردوني العامة بذمار جنوب العاصمة اليمنية صنعاء وهي مركز علمي متميز بما تحويه من درر ثمينة تشمل المخطوطات القديمة النادرة والكتب المتنوعة في شتى أنواع العلوم والمعارف التي يقبل عليها الباحثون والمهتمون وطلبة العلم.
تأسست المكتبة عام 1999 هي من أهم المكتبات على مستوى اليمن حيث بدأت بـ800 عنوان وكتاب حتى وصلت الآن إلى أكثر من 33 ألف عنوان.

المدير العام للمكتبة هو عبده الحودي، ومديرة إدارة الخدمات المكتبية أسماء المصري
و توفر المكتبة خدمة الإعارة للباحثين والطلاب لمدة تتراوح بين خمسة وعشرة أيام، فيما خصصت للأطفال قاعة مزودة بجميع الكتيبات والقصص التي تتناسب مع أعمارهم. تنظيم المحاضرات الثقافية والأمسيات الشعرية التي تحظى بإقبال جماهيري كبير. كما يوجد فيه 40 جهاز حاسوب للاستخدام والإنترنت.
ويرتبط مع المكتبة مركز البردوني لتكنولوجيا المعلومات والتنمية البشرية الذي يديرة علي العذري والذي هو بمثابة مكتبة إلكترونية تتيح التعرف على الإصدارات الجديدة في مختلف العلوم، وقد تم تنزيل 14ألف عنوان وكتاب من الإنترنت.
وينظم المركز برنامج "علم ينتفع به"، وانضم إليه 25 استاذا جامعيا في مختلف التخصصات، حيث يتم تنظيم ورش عمل ومحاضرات وندوات تهدف إلى نقل العلوم الأكاديمية للواقع العملي، وأيضا عقد الدورات التدريبية في التنمية البشرية المخصصة لمدراء العموم ورؤساء الأقسام العاملين في المؤسسات الحكومية.